# Tagesgruppe
Die Tagesgruppe zur Erziehungshilfe(§32 SGB VIII) ist in Deutschland eine Leistung der Kinder- und Jugendhilfe und gehört zu den Hilfen zur Erziehung (§27 SGB VIII). Konzeptionell ist sie zwischen Sozialer Gruppenarbeit und Heimerziehung (aus der sie hervorgegangen ist) angesiedelt. Sie wird als teilstationäre Hilfe bezeichnet. Die Tagesgruppe ist in der Regel dann das geeignetste Hilfeangebot, wenn der erzieherische Bedarf mit ambulanten Hilfen (z. B. Sozialpädagogische Familienhilfe) nicht mehr abgedeckt werden kann, und mit ihrer Installation eine Heimunterbringung vermieden wird.
Kinder und Jugendliche, die in einer Tagesgruppe betreut werden, wohnen weiterhin bei ihren Eltern. Sie besuchen ihre normalen Schulen und verbringen auch ihre Wochenenden in der Familie. Die pädagogische Betreuungszeit beginnt mit dem Schulschluss und endet am Abend (oft 18:00 Uhr). Um diese Anforderungen zu erfüllen, sollen Tagesgruppen wohnfeldbezogen sein und sind meist von den Kindern gut erreichbar.
Die Gruppen sind in der Regel gemischtgeschlechtlich und in ihrer Altersstruktur heterogen. Die höchste Altersstufe, die in Tagesgruppen betreut wird, ist die der 13- bis 17-Jährigen. Die Gruppengrößen liegen bei 6–12 Kindern.
Soziales Lernen in der Gruppe, Überwindung von oft stark delinquenten Verhaltensproblemen und/oder familiären Missständen sowie die schulische Förderung stehen im Vordergrund dieser Jugendhilfeleistungen. Dabei spielt die intensive familientherapeutische Elternarbeit von Anfang an eine große Rolle.
In der Praxis sind verschiedene Konzeptionen anzutreffen, die mehr oder weniger stark von diesem Grundtypus abweichen. So ist es zum Beispiel im ländlichen Raum oft nicht möglich wohnfeldbezogen zu arbeiten. Hier wird zum Teil mit Fahrdiensten gearbeitet. Auch existieren Tagesgruppen, die in Kooperation mit einer Schule eine Ganztagsbetreuung anbieten – vor allem für Schulverweigerer.

## Geschichte der Tagesgruppen in Deutschland

### Von der Hortbewegung zu Tagesheimen
Seit Ende des 19. Jahrhunderts nahm der Bedarf an einer Nachmittagsbetreuung von Kindern und Jugendlichen zu, so dass an vielen Orten Horte eröffnet wurden. Diese nur wenige Stunden umfassende Betreuung wurde bald durch die Tagesheime ergänzt. Als eine Pionierin im Aufbau und in der professionellen Verstetigung dieses Bereichs kann Anna von Gierke angesehen werden. Die für die Tagesgruppen drei essentiellen ‚Arbeitsbereiche‘, Schule – Elternhaus – Gruppe, sind im ‚Tagesheim‘ bereits konzeptionell von ihr angelegt worden.

### Vorläufer ab 1945
Folgende Konzepte und erneuten Gehversuche im Bereich der teilstationären Begleitung von Kindern und Jugendlichen wurden nach Ende des Zweiten Weltkriegs unternommen:
- In Hamburg etablierte Elisabeth Sülau eine ‚vorbeugende Jugendhilfe‘, damit Kinder und Jugendliche „[…] auf der Basis einer „guten Beziehung zum Erwachsenen“ für ihre Entwicklung wichtige soziale Erfahrungen machen können.“[2] Hierdurch sollte eine präventive Alternative zu den Fürsorgeeinrichtungen und dem Jugendstrafvollzug geschaffen werden.[3]
- Karl Härringer begründet 1947 das Freiburger Jugendhilfswerk, welches eine pädagogische Querschnittsarbeit aus den „[…] traditionellen Betreuungsangeboten in Kindertageseinrichtungen und in Erziehungsheimen beschritten hat […]“.[4] Unter anderem bot es „[…] soziale Gruppenarbeit am Nachmittag für die jüngeren Kinder und Clubarbeit für Jugendliche und junge Erwachsene am Abend […]“[5] an.
- In Göttingen wurde 1963 im ‚Haus der Hufe‘ durch Martin Bonhoeffer eine Tagesgruppe eröffnet. Diese war sowohl räumlich als auch pädagogisch mit der offenen Jugendfreizeitstätte verbunden. Das Haus bot den Kindern und Jugendlichen ein verbindliches und regelmäßiges Betreuungsangebot.[6]

### Die Heimkampagne und die Neubegründung der Tagesgruppe
Die Ende der 1960er Jahre proklamierte Heimkampagne fiel zeitlich in etwa mit der verstärkten Gründung von Tagesgruppen zusammen. Karl Späth sieht hier aber keinen direkten Zusammenhang mit der Entstehung der neuen Tagesgruppen. Vielmehr beklagt er zum einen die mangelnde Dokumentation der Gründungsjahre dieser Gruppen, zum anderen, dass in „[…] der Entstehung und Weiterentwicklung der Tagesgruppenarbeit, die im Rahmen der Heimerziehung entstanden ist, pädagogische Standards und Problemlösungskonzepte wieder neu „erfunden“ und erarbeitet [...]“ wurden.
Dennoch finden sich nach Einschätzung Karl Späths viele Beispiele für eine Umwandlung von Heimen in Tagesgruppen:
- Bereits ab 1965 wurde in Frankfurt am Main das städtische Hermann-Luppe-Heim in eine psychoanalytisch orientierte Jugendhilfeeinrichtung umgewandelt. Der Leiter Aloys Leber beendete 1967 die vollstationäre Unterbringung von Kindern und Jugendlichen in dem Heim. Erste Ansätze einer differenzierten Herangehensweise an die Bearbeitung des Erziehungshilfeauftrags finden sich in seiner konzeptionellen Trennung der Gruppenaktivität von der flankierenden Elternarbeit. Beide Bereiche wurden durch jeweilige Fachkräfte bearbeitet, damit „[…] die Gruppenprozesse und das Übertragungsgeschehen zwischen Kind und Betreuer in den Gruppen […]“[10] nicht gestört werden.
- Ab 1971 wurde das Kinderheim ‚St. Anna‘ in Düsseldorf um ein Tagesgruppenangebot ergänzt. Ziel war es, die Anzahl der untergebrachten Säuglinge und Kinder zu reduzieren und für diese eine geeignete Pflegefamilie zu finden. Die Tagesgruppe bot den neuen Pflegefamilien einerseits eine stundenweise Entlastung und anderseits einen Ort des Austauschs und der fachlichen Beratung an.[11]
- Erste teilstationäre Erfahrungen mit der Tagesgruppe sammelte das Stuttgarter Flattichhaus ab 1974. Aus ihrer Einsicht heraus, dass „eine heilpädagogische Intensivbetreuung im Wohngruppenbereich in Verbindung mit intensiver Elternarbeit […] zu einer wesentlichen Verkürzung des Heimaufenthalts […]“[12] führt, wurde, diese Hilfeform in Absprache mit den zuständigen Jugendämtern 1975 finanziell abgesichert, um einen flexiblen Übergang vom Heim in die Familie gelingend herzustellen.
- Einen anderen Ursprung nahm die Tagesgruppe des Diasporahauses Bietenhausen (Rottenburg am Neckar). Dort begann man Anfang der 70er Jahre Kinder und Jugendliche aus der Umgebung in die integrierte Heimschule aufzunehmen und die bis dahin enge Verzahnung von Heimunterbringung und Heimschule aufzuweichen. Dies geschah entweder aus Mangel an Heimplätzen oder wegen der nicht vorliegenden pädagogischen Notwendigkeit, die Schüler im Heim anzubinden. Da die nachschulische Betreuung dieser externen Schüler an Bedeutung gewann, wurde eine Gruppe gegründet, die Mittagessen, Hausaufgabenhilfe, Freizeitangebote, aber auch Elternarbeit anbot.[13]

Erste Vernetzungen der Tagesgruppenmitarbeiter gab es bereits ab Ende der 70er Jahre. Eine weitere Professionalisierung erfuhren sie durch die Anfang April 1982 von der ‚Internationalen Gesellschaft für Heimerziehung‘ (IGfH) in Münster abgehaltene bundesweite Fachtagung für Tagesgruppenmitarbeiter. Seither finden diese Tagungen regelmäßig zu unterschiedlichen Gesichtspunkten der Tagesgruppenarbeit statt.

### Institutionalisierung der Tagesgruppe durch das SGB VIII
Erst mit der Einführung des KJHG 1990/1991 wurde die Tagesgruppe in § 32 als eine anerkannte Hilfeform rechtlich verankert. Das seit 1961 30 Jahre lang gültige Jugendwohlfahrtsgesetz kannte auch in seiner letzten Fassung diese Hilfeform nicht.
Durch die Kombination mit dem aus § 1666a BGB abzuleitenden Gebot, ambulante Hilfen der Heimunterbringung vorzuziehen, erhielt die Entwicklung und Inanspruchnahme der Tagesgruppen durch die Sozialen Dienste einen Vorschub.
Für die neuen Bundesländer galt gemäß dem deutsch-deutschen Einigungsvertrag zwar ab Oktober 1990 das SGB VIII, aber erst ab 1994 die Tagesgruppe als rechtliche Soll-Leistung.
16 Jahre nach Inkrafttreten des SGB VIII, sowie mit aktuellen Fallzahlen aus 2013, zeigt das Statistische Bundesamt folgende gesamtdeutschen Sachverhalte im Zusammenhang mit den Tagesgruppen auf:
- 2006 waren 4 % der in Anspruch genommen erzieherischen Hilfen die Tagesgruppenbesuche. Dies entspricht, bei einer zu Grunde gelegten Gesamtzahl an erzieherischen Hilfen von 651 361 Fällen, circa 26000 Kindern und Jugendlichen in dieser Hilfeform.[17]
- 2006 wurde in circa 7400 Fällen die Tagesgruppe als Hilfeform neu beschlossen. 1991 lag die Zahl der Neueinleitungen bei circa 3900 Fällen.[18] Für 2013 verzeichnete das Statistische Bundesamt circa 8300 ‚Begonnene Hilfen/Beratungen‘ wobei diesen circa 8200 ‚Beendete Hilfen/Beratungen‘ gegenüber standen (bei insgesamt circa 17200 laufenden ‚Hilfen/Beratungen‘).[19]
- Die Verweildauer in einer Tagesgruppe lag 2006 bei durchschnittlich 24 Monaten. Im Vergleich dazu lag sie 1991 bei 19 und 2001 bei 22 Monaten.[18]
- Die 5-Jahres-Erhebungen im Bereich der ‚Hilfen zur Erziehung außerhalb des Elternhauses‘ zeigen, dass zwischen 1991 und 2006 die Inanspruchnahme der teilstationären Hilfeform Tagesgruppe von 5 % auf 13 % stieg und die von der ‚Heimerziehung/sonstige betreute Wohnform‘ abgegebenen Prozentpunkte (1991: 56 %; 2006: 47 %) auffing.[20]

Weitere quantitative Aufschlüsselungen zur Hilfeform Tagesgruppe finden sich in den folgenden Publikationen des Statistischen Bundesamts:
- „Statistiken der Kinder- und Jugendhilfe – Erzieherische Hilfe, Eingliederungshilfe für seelisch behinderte junge Menschen, Hilfe für junge Volljährige – Erziehung in einer Tagesgruppe“. Wiesbaden 2015. Abgerufen am 4. Januar 2016.
- ‚Statistiken der Kinder- und Jugendhilfe – Ausgaben und Einnahmen‘. Wiesbaden 2015. Abgerufen am 4. Januar 2016.